# Come far volare il tempo
Come far volare il tempo (Tell Me a Riddle) è un film drammatico del 1980 diretto da Lee Grant.

## Trama
Eva e David sono una coppia di anziani coniugi ebrei del Midwest. Quando a David viene detto che Eva sta morendo di cancro, l'uomo decide di non comunicarle la notizia e la convince a partire in viaggio per gli Stati Uniti a visitare i loro figli. A San Francisco, Eva stringe un particolare legame con la dinamica nipote Jeannie, alla quale racconta aneddoti e difficoltà della sua gioventù. In questo viaggio intimo ed emozionante, Eva e David rinnovano i sentimenti che li avevano fatti innamorare da ragazzi.

## Accoglienza e critica
Nella sua recensione sul New York Times, Janet Maslin scrisse del film "Uno sforzo lento, sobrio e dignitoso... Così lineare e così semplice che non suscita nulla di più elaborato delle reazioni soggettive. Se hai un fardello particolarmente pesante, potresti esserne profondamente commosso; se ti infastidisce essere manipolato, potresti essere spostato in tutt'altra direzione. In tutto il film sono mostrate la pura competenza e le buone intenzioni e, almeno in questo caso, non sono qualità che provocano reazioni forti. Questo potrebbe essere un film che ti ricorda qualcosa. Ma non credo che sia uno di quelli che ti toccano in sé per sé". Al contrario, Kenneth Turan ne elogiò il "raro calore e tenerezza".
La pellicola viene ritenuta come la prima opera cinematografica statunitense ad essere stata interamente scritta, diretta e prodotta da donne.
Fu presentato nella Quinzaine des Réalisateurs al Festival di Cannes 1981. Ottenne una candidatura come miglior film al Taormina Film Fest e, nella stessa rassegna, Lila Kedrova venne premiata come migliore attrice. Fu candidato come miglior film anche alla Semana Internacional de Cine de Valladolid.